# Maryse Condé
Maryse Condé (Pointe-à-Pitre, 11 de fevereiro de 1934 – Apt, 2 de abril de 2024) foi uma reconhecida escritora guadalupense, francófona, feminista e ativista, difusora da história e a cultura africana no Caraíbas. Destacou-se por sua vasta produtividade como autora e por sua versatilidade para escrever ficção histórica, contos, novelas, ensaios, poemas e outros gêneros. Foi especialmente conhecida por seu romance Segu (1984 – 1985) e por Eu, Tituba: bruxa negra de Salem (1986).

## Biografia
Nascida como Maryse Boucolon em Pointe-à-Pitre, Guadalupe, foi a mais nova de oito irmãos. Após graduar-se na escola secundária foi enviada ao Lycée Fénelon e à Sorbonne Nouvelle em Paris, onde obteve um doutorado em Literatura Comparada. Em 1959, casou-se com Mamadou Condé, um ator guineano. Depois da sua graduação foi professora na Guiné, em Gana e no Senegal. Em 1981, divorciou-se. Voltou a casar-se no ano seguinte, com o inglês Richard Philcox, tradutor da maioria de seus romances para a língua inglesa. Em 1985, Condé obteve uma bolsa Fulbright para lecionar nos Estados Unidos, como professora na Universidade de Columbia, em Nova York.
Além de seus escritos, Condé teve uma distinta carreira acadêmica. Em 2004, aposentou-se da Universidade de Columbia como Professora Emérita de Francês. Anteriormente ensinou na Universidade de Califórnia, Berkeley, UCLA, a Sorbonne, A Universidade de Virginia e a Universidade de Nanterre.
Em 2018, Condé venceu o prêmio de literatura alternativo ao Nobel, suspenso naquele ano por acusações de corrupção e assédio sexual de jurados.

## Carreira literária
As novelas de Condé exploram assuntos raciais, de gênero e culturais numa variedade de eras históricas.
Entre as suas obras mais conhecidos, podemos destacar Segu (1984–1985), discernindo sobre o Império de Bambara em Mali do século XIX, a memória e o entrecruze destes povos, de seus deuses ancestrais. No romance, Dusika Taoré, um chefe africano, não poderá evitar que as famílias se desintegrem no reino de bamabara e experimentem a escravidão, a conversão a uma nova religião e o colonialismo. Todo isso desde um ponto de vista político e questionador da diáspora.
Também enfrenta os Julgamentos de Salem em Eu, Tituba: Bruxa Negra de Salem (1986) e a construção, no século XX, do Canal de Panamá e sua influência na crescente classe média centro-americana em Árvore da vida (1992).
Suas novelas centram-se nas relações entre os povos africanos e a diáspora, especialmente no Caraíbas (Caríbe). Toma uma distância considerável da maioria dos interesses dos movimentos literários caribenhos, como a negritude, abordando com frequência temas com uma forte visão feminista. Ativista tanto em seu trabalho como em sua vida pessoal, Condé admitiu: “não poderia escrever qualquer coisa… a não ser que tenha uma importância política segura”.  Suas obras posteriores tomaram um giro autobiográfico, como Memórias de Minha Infância e Vitória, uma biografia de sua avó. Quem cortou a garganta de Celanire tem também rastros de sua bisavó paterna.

## Morte
Condé morreu no dia 2 de abril de 2024, aos 90 anos.

## Prêmios e distinções
- 1986: Grand Prix littéraire da femme por Eu, Tituba: Bruxa Negra de Salem.[11]
- 1988: Lhe Prix de L’Académie Française pela Vie Scélérate.
- 1993: Prêmio Puterbaugh pelo conjunto de sua obra.[12]
- 1994: Grand Prix Littéraire dês jeunes lecteurs de l’Ile de France, por Eu, Tituba: Bruxa Negra de Salem.
- 1997: Prix Carbet da Caraïbe por Desirada.
- 1998: Membro honorario da Academia das Letras de Québec.
- 1999: Prêmio Marguerite Yourcenar por Lhe Cœur à rire et à pleurer.
- 2001: Comendador das Artes e as Letras de #o França
- 2004: Caballero da Legión de Honra
- 2005: Hurston/Wright Legacy Award (ficção), por Who Slashed Célanire’s Throat?
- 2006: Certificado de Honra Maurice Cagnon do Conselho Internacional de Estudos Francófonos (CIEF).
- 2007: Prix Tropiques por Victoire, dês saveurs et dês mots.[13]
- 2008: Troféu de Artes Afro-Caribenhas por Lhes belles ténébreuses.
- 2009: Troféu de Honra do Troféu de Artes Afro-Caribenhas pelo conjunto de sua obra.
- 2010: Lhe Grand Prix du roman métis, pour Em attendant a montée dês eaux.[14]
- 2012: Prix Fetkann pela vie sans fards.